# Vittorio Pepe
Vittorio Pepe, all'anagrafe Vittorio Camillo Giuseppe Pepe (Pescara, 23 luglio 1863 – Pescara, 8 dicembre 1943), è stato un compositore italiano.
Era soprannominato lo Strauss d'Abruzzo.

## Biografia
Nato a Pescara i 23 luglio 1863, figlio di Giuseppe Pepe e Rachele Carabba, crebbe nel rione di Porta Nuova. Si diplomò nel 1885 in pianoforte presso il Conservatorio di San Pietro a Majella di Napoli, nel contempo fu introdotto dall'amico e coetaneo Gabriele D'Annunzio nel cosiddetto "cenacolo" presso il Convento Michetti, un edificio religioso di Francavilla al Mare trasformato nella seconda metà dell'Ottocento in un polo culturale e musicale dal pittore Francesco Paolo Michetti. Vittorio Pepe fu molto apprezzato e suscitò l'interesse di alcuni importanti artisti e intellettuali del suo tempo, come il compositore Francesco Paolo Tosti e lo stesso D'Annunzio che lo definì "meraviglioso cembalista" e lo propose alla guida artistica della corporazione musicale "Luisa D'Annunzio".
Trasferitosi per un breve periodo a Milano collaborò con Casa Ricordi dell'editore Giulio Ricordi. Successivamente partecipò alle attività promosse dalla Casa Musicale Sonzogno e da altre case editrici come Pigna e Carisch.
La sua fama di compositore e musicista si consolidò e raggiunse l'apice tra la fine del XIX secolo e gli anni trenta del Novecento quando gli furono concessi, per meriti artistici, l'onorificenza di Cavaliere della Corona d'Italia e nel 1924 il grado di commendatore. Tornato in Abruzzo insegnò in alcuni istituti scolastici di Pescara e Chieti e diresse la banda musicale pescarese tra il 1888 e il 1893.
Ritiratosi dalla scena culturale morì all'età di circa 80 anni a causa dell'ultimo bombardamento aereo che nel corso della seconda guerra mondiale contribuì a devastare la città di Pescara. Il drammatico evento dell'8 dicembre del 1943, oltre a provocare la morte del maestro, causò il crollo della sua abitazione di viale Vittoria Colonna con la conseguente perdita di gran parte del materiale d'archivio, anche relativo alla sua florida produzione artistica che spazia dall'operistica, alla musica sinfonica e romanza e risulta principalmente composta da opere per pianoforte ma anche polke, mazurche e valzer.
Nel corso del XX secolo il Comune di Pescara gli ha intitolato un viale del centro urbano dove è collocato lo stadio Adriatico.

## Alcune opere
- Abbandono
- Abruzzo forte e gentile (valzer)
- Berceuse
- Canto di Natale (Il Natale abruzzese)
- Chiamatelo destino
- Défilé alla pineta (marcia)
- Duetto d'amore (gavotta)
- Fiori di arancio
- Il paggio isoliero
- Il trittico dei balli nuovi (Fox-Trot, Boston, One-step)
- La polka del Fezio (polka)
- Mergellina (valzer)
- Pescara (mazurca)
- Posillipo (valzer)
- Preghiera
- La musica del parrozzo (Tango abruzzese)
- Sempre carina (polka)
- Te sola
- Vieni.....
- Zingaresca (opera per pianoforte)[2][10]